# Liste der Monuments historiques in Domvallier
Die Liste der Monuments historiques in Domvallier führt die Monuments historiques in der französischen Gemeinde Domvallier auf.

## Liste der Objekte
| Bezeichnung               | Beschreibung                   | Standort                        | Kennzeichnung | Schutzstatus | Datum | Bild |
| ------------------------- | ------------------------------ | ------------------------------- | ------------- | ------------ | ----- | ---- |
| Skulptur Madonna mit Kind | Stein, farbig gefasst, um 1500 | in der Kirche St-Vallier (Lage) | PM88001381    | Inscrit      | 2008  |      |